# Microhyla darevskii
Microhyla darevskii es una especie de anfibio anuro de la familia Microhylidae.

## Distribución geográfica
Esta especie es endémica de la provincia de Kon Tum en Vietnam. Se encuentra a unos 1650 m sobre el nivel del mar en el Monte Ngọc Linh en la Cordillera de Annamite.

## Publicación original
- Poyarkov, Vassilieva, Orlov, Galoyan, Tran, Le, Kretova & Geissler, 2014 : Taxonomy and distribution of narrow-mouth frogs of teh genus Microhyla Tschudi, 1838 (Anura: Microhylidae) from Vietnam with descriptions of five new species. Russian Journal of Herpetology, vol. 21, p. 89–148.[2]